# Afterlife - Oltre la vita
Afterlife - Oltre la vita (Afterlife) è una serie televisiva britannica del 2005, ambientata a Bristol.

## Trama
Robert Bridge è un ricercatore nell'elusivo campo del paranormale. Profondamente scettico sulla reale esistenza di tali fenomeni, Robert sarà costretto a confrontarsi con i suoi dubbi e le sue speranze dopo l'incontro con Alison Mundy, una medium che sostiene di essere in contatto con il figlio dello scienziato, deceduto tre anni prima in un incidente stradale.

## Critica
Produzione britannica in bilico fra thriller e fantastico, Afterlife segue l'appassionante ricerca della verità in puntate ricche di colpi di scena nelle quali ogni personaggio si trova costretto al confronto con l'esistenza della vita dopo la morte.
Prodotta dalla Clerkenwell Film, Afterlife è stata scritta dal pluripremiato Stephen Volk, specialista nel genere soprannaturale, e già collaboratore di registi come William Friedkin (L'Esorcista) e Sam Raimi (la trilogia di Spiderman e La casa). Nella tradizione cinematografica di film quali Il Sesto Senso e Rosemary's Baby, Afterlife, paurosa ed avvincente, si confronta con un mondo con il quale tutti possono relazionarsi e riconoscere.

## Episodi
| Stagione         | Episodi | Prima TV USA | Prima TV Italia |
| ---------------- | ------- | ------------ | --------------- |
| Prima stagione   | 6       | 2005         |                 |
| Seconda stagione | 8       | 2006         |                 |

## Distribuzione internazionale
- Italia: La è andata in onda su Jimmy dal 1º marzo 2006.